# Легислатура Калифорнии
Легислату́ра шта́та Калифо́рния (англ. California State Legislature) — законодательная ветвь правительства Калифорнии. Включает в себя Сенат с 40 членами и Ассамблею с 80. В настоящее время Демократическая партия имеет большинство в обеих палатах законодательного собрания штата Калифорния.

## Нынешний состав
Данные по состоянию на 2023 год:
Сенат:
- Демократы — 32 места
- Республиканцы — 8 мест

Ассамблея:
- Демократы — 62 места
- Республиканцы — 18 мест

## Руководство

### Руководство Сената
- Председатель Сената (Лейтенант-губернатор Калифорнии)
- Временный председатель Сената
- Лидер партии большинства
- Лидер партии меньшинства
- Партийный организатор большинства

### Руководство Ассамблеи
- Спикер Ассамблеи
- Временный спикер Ассамблеи
- Ассистент Временного Спикера
- Лидер Партийного большинства
- Лидер Партийного меньшинства
- Ассистент Лидера партийного большинства
- Ассистенты Лидера партийного меньшинства
- Организатор партийного большинства

## Заседания
Легислатура проводит свои заседания в Капитолии штата Калифорния. Капитолий расположен в городе Сакраменто, столице Калифорнии. Хотя появился он там не сразу, вначале заседания проходили в разных временных столицах штата, включая Сан-Хосе.